# Ribiers
Ribiers je naselje in občina v jugovzhodnem francoskem departmaju Hautes-Alpes regije Provansa-Alpe-Azurna obala. Leta 2006 je naselje imelo 755 prebivalcev.

## Geografija
Kraj leži v pokrajini Daufineji ob reki Buёch, 45 km jugozahodno od središča departmaja Gapa.

## Administracija
Ribiers je sedež istoimenskega kantona, v katerega so poleg njegove vključene še občine Antonaves, Barret-sur-Méouge, Châteauneuf-de-Chabre, Éourres, Saint-Pierre-Avez in Salérans s 1.518 prebivalci.
Kanton je sestavni del okrožja Gap.
1. ↑  »Populations légales 2016«. Nacionalni inštitut za statistične in gospodarske raziskave. Pridobljeno 25. aprila 2019.